# Samuel McIntire

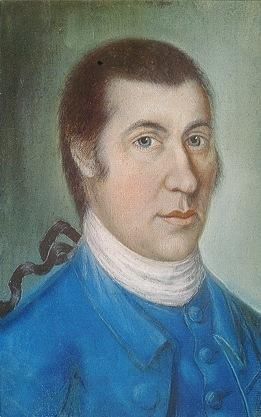
Samuel McIntire, Porträt ca. 1786, Benjamin Blyth zugeschrieben

Samuel McIntire (* 16. Januar 1757 in Salem, Province of Massachusetts Bay; † 6. Februar 1811, ebenda) war ein US-amerikanischer Architekt und Künstler.
Geboren in Salem im heutigen Massachusetts begann er seine Karriere zunächst als Schnitzer und Holzbildhauer. Nach seiner Hochzeit mit Elizabeth Field am 10. Oktober 1778 errichtete er an der Summer Street ein einfaches Haus mit angeschlossener Werkstatt, welches 1786 fertiggestellt war.
Seit Beginn der 1780er Jahre begann die Arbeit McIntires als Architekt für den Kaufmann Elias Hasket Derby, wofür er sich aus Büchern den damals bevorzugten Palladianismus aneignete. Schon nach kurzer Zeit war er in Neuengland als Baumeister eleganter Wohnhäuser bekannt. Für den Bau des Kapitols in Washington, D.C. reichte er 1792 einen Entwurf ein. Ab etwa 1795 übernahm er für seine Entwürfe zunehmend den Federal Style, den Architekten wie Charles Bulfinch als spezielle amerikanische Ausprägung aus der Georgianischen Architektur abgeleitet hatten.
Alle von McIntire entworfenen öffentlichen Gebäude befanden sich in Salem, auch die von ihm entworfenen Wohnhäuser befanden sich weitestgehend im Bundesstaat Massachusetts. Gemeinsam mit seinen Brüdern Joseph und Angier gründete er 1799 eine Firma, die seine Entwürfe ausführte; Samuel entwarf neben den Häusern auch wesentliche Teile der Dekoration und überwachte deren Ausführung.
Typisch für die Entwürfe McIntires sind die Raumaufteilung mit vier kleineren Räumen rund um einen zentralen, größeren Saal sowie die Bauweise mit drei Geschossen. Ein bekanntes Beispiel ist die Hamilton Hall in Salem, Massachusetts.
Samuel McIntire war auch als Holzbildhauer berühmt, seine Büsten von Voltaire und John Winthrop befinden sich heute im Besitz der American Antiquarian Society in Worcester (Massachusetts).

## Weblink
- Samuel McIntire bei salemweb.com (englisch)

| Personendaten    | Personendaten                             |
| ---------------- | ----------------------------------------- |
| NAME             | McIntire, Samuel                          |
| KURZBESCHREIBUNG | US-amerikanischer Architekt und Bildhauer |
| GEBURTSDATUM     | 16. Januar 1757                           |
| GEBURTSORT       | Salem, Massachusetts                      |
| STERBEDATUM      | 6. Februar 1811                           |
| STERBEORT        | Salem, Massachusetts                      |